# Grupo de Narváez
Grupo de Narváez (GDN), es un holding multinacional de empresas, presente en Argentina, Uruguay y Ecuador.

## Historia

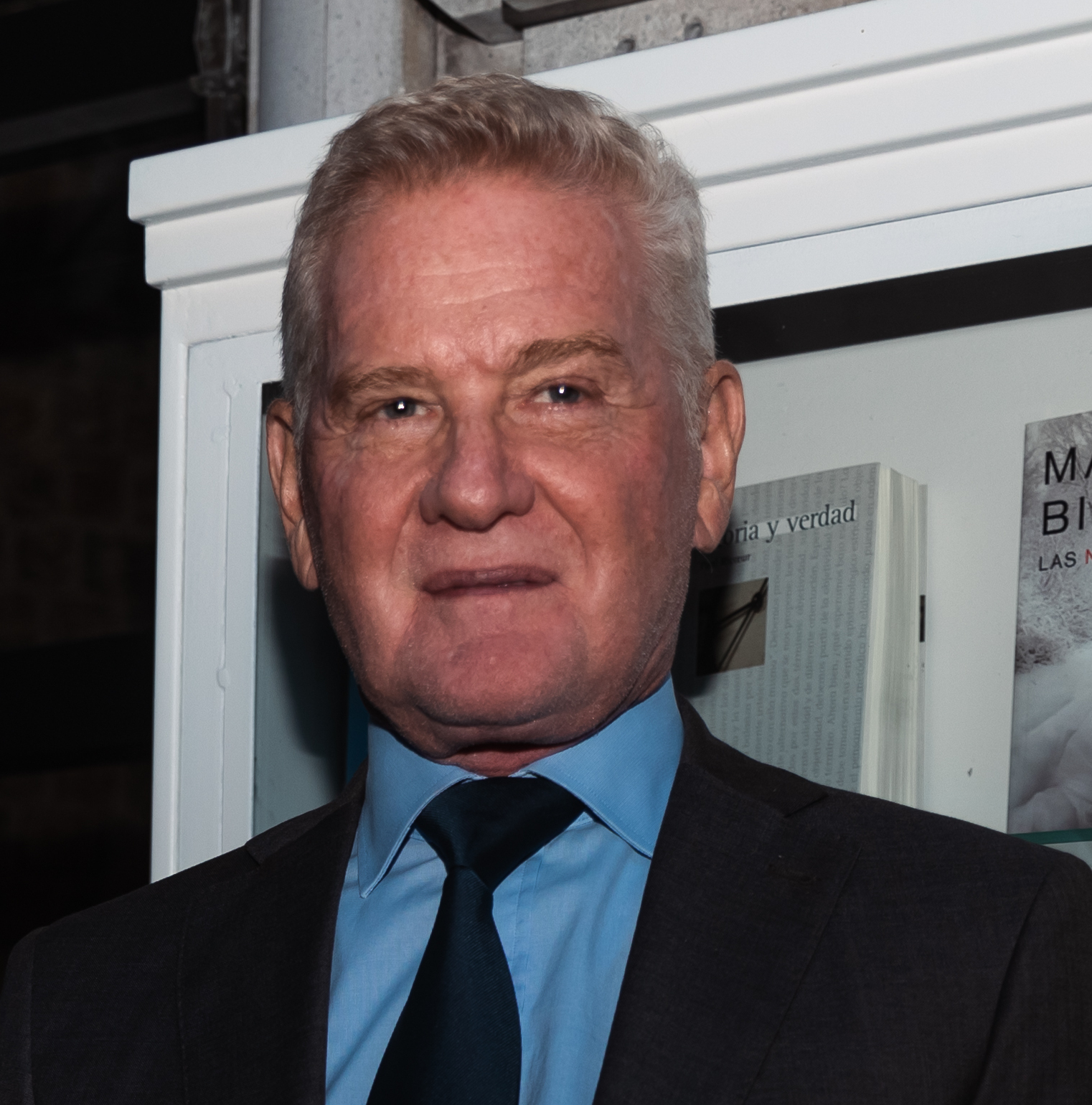
El chairman del grupo, Francisco de Narváez

El grupo tiene su origen en la familia Steuer oriunda del Reino de Bohemia. Durante la Revolución Industrial, fundan en 1724 la primera empresa de la familia, Steuer & Friedlander, dedicada a la licorería y a las esencias. En 1926 fundan una fábrica en Bucarest, en el Reino de Rumania. Tras el crac del 29, la familia decide diversificar sus negocios, creando el gran almacén Te-ta en Praga. En 1936 abren una sucursal en Belgrado, en el Reino de Yugoslavia, llamado Ta-ta. Tras el estallido de la Segunda Guerra Mundial, un integrante de la familia, Karel Steuer, emigra a Colombia. En 1940 inaugura la primera tienda de retail, siendo la versión en español del nombre en checo, Tía. Entre 1946 a 1960, la marca se fue expandiendo por América Latina, abriendo una sucursal en Buenos Aires, en Montevideo, en Lima y en Guayaquil.
En 1985 asume su chairman actual, Francisco De Narváez, descendiente de Doris Steuer, hermana de Karel. Desde su asunción, el grupo fue adquiriendo diversas empresas, principalmente en Uruguay y Ecuador.
Tras la crisis de los ‘80, vendieron las operaciones de Tía en Perú. En 1999 vendieron las operaciones de la marca en Argentina al Grupo Exxel por 650 millones de dólares. En 2017 cerraron sus operaciones en Colombia.
En 2006, compró la totalidad de las acciones del diario El Cronista, las cuales tuvo hasta 2021 cuando las vendió al Grupo América por 6 millones de dólares.
En 2017, compraron toda la cadena de farmacias San Roque en Uruguay, por la suma de 8 millones de dólares. Un año después compraron la plataforma uruguaya de eCommerce Wóòw!.
En 2020, el grupo compró todas las operaciones de la empresa Walmart en Argentina, por una cifra cercana a los 44 millones de dólares. Con esta compra, el grupo se quedó con la marca local Chango Más, creada por Walmart en 2007 como formato de supermercado pequeño. Tras esto, el grupo decidió mantener y expandir la marca, creando Hiper Chango Más y Super Chango Más, reemplazando a todas las tiendas Walmart por estas marcas.
En 2024, vendieron todo el terreno que poseían, aledaño al Alto Avellaneda, a la sociedad IRSA por 12,2 millones de dólares. A pesar de esto, el Chango Más ubicado en esa zona sigue operando bajo la modalidad de alquiler.

## Marcas

### Familia Chango Más (Argentina)
- Chango Más (retail)
- Super Chango Más (retail)
- Hiper Chango Más (hipermercado)
- MâsOnline (eCommerce)
- Mâs Farma (farmacia)
- Mâs Autocenter (servicio de mantenimiento de vehículos)

### Familia Tía (Ecuador y Uruguay)
- Tiendas Industriales Asociadas (Tía): (distribuidor minorista)
- Más (programa de beneficios de Tiendas Tía)
- Plaza Tía (centro comercial)

### Otros
- Más Ahorro (tienda de conveniencia; Ecuador)
- Multi Ahorro Hogar (venta de electrodomésticos; Uruguay)
- Frontoy (distribuidor mayorista; Uruguay)
- Plus (programa de descuentos para tiendas Ta-Ta, BAS y Multi Ahorro Hogar; Uruguay)
- Punto Mayorista (distribuidor mayorista; Argentina)
- San Roque (farmacia; Uruguay)
- Ta-Ta (distribuidor mayorista; Uruguay)
- Basic & Simple (BAS) (tienda de ropa; Uruguay y Ecuador)
- Wóòw! (eCommerce; Uruguay)